# Шарло (гребец)
Шарло (фр. Charlot, полное имя неизвестно; XIX век, неизвестно — XX век, неизвестно) — французский гребец, чемпион летних Олимпийских игр 1900.
Шарло входил на Играх в состав четвёртой французской команды четвёрок, в которой был рулевым. Его команда не смогла пройти в финал по основной квалификации, однако его, и ещё две сборные устроили свой финальный заплыв, который признаётся МОК. Шарло в том финале занял первое место.